# یواس‌اس کابلر (اس‌اس-۳۴۴)
یواس‌اس کابلر (اس‌اس-۳۴۴) (به انگلیسی: USS Cobbler (SS-344)) یک زیردریایی است که طول آن ۳۱۱ فوت ۹ اینچ (۹۵٫۰۲ متر) می‌باشد. این زیردریایی در سال ۱۹۴۵ ساخته شد.